# Aglenus nitidicolle
Aglenus nitidicolle es una especie de coleóptero de la familia Salpingidae.

## Distribución geográfica
Habita en Puerto Rico.